# Helvella acetabulum
A Helvella acetabulum é uma espécie de fungo da família Helvellaceae, ordem Pezizales. Esse fungo relativamente grande em forma de taça é caracterizado por um ascoma alaranjado com nervuras ramificadas proeminentes que lembram uma folha de repolho; por esse motivo, é comumente conhecido como Helvella folha de repolho. Os ascomas atingem dimensões de 8 cm por 4 cm de altura. A espécie é encontrada na Eurásia e na América do Norte, onde cresce em solos arenosos, sob árvores coníferas e decíduas.

## Taxonomia
O fungo foi nomeado pela primeira vez como Peziza acetabulum por Carl Linnaeus em seu Species Plantarum de 1753. Seu nome atual foi dado pelo micologista francês Lucien Quélet em 1874, depois de ter sido colocado em vários segregados de Peziza: Joachim Christian Timm a colocou em Octospora (1788), Samuel Frederick Gray em Macroscyphus (1821) e Leopold Fuckel em Acetabula (1870). A tendência continuou, com Claude Casimir Gillet colocando-a em Aleuria em 1879, e Otto Kuntze em seu novo Paxina (do qual mais tarde seria designada espécie-tipo) em 1891.
Descrito independentemente como Peziza sulcata por Persoon em 1801, foi colocado com esse nome tanto em Paxina quanto em Acetabula - juntamente com seu precursor, pois ambos os táxons ainda eram considerados separados na época. Finalmente, Frederic Clements renomeou Acetabula como Phleboscyphus em 1903 e reutilizou indevidamente o nome de Fuckel como o basônimo de seu Phleboscyphus vulgaris.
O epíteto específico acetabulum significa "pequeno copo de vinagre" e era a palavra em latim para um pequeno recipiente usado para armazenar vinagre. Os nomes comuns incluem "Helvella de folha de repolho", "taça de vinagre", "taça de estipe com nervuras", e "taça elfin com nervuras marrons".

## Descrição

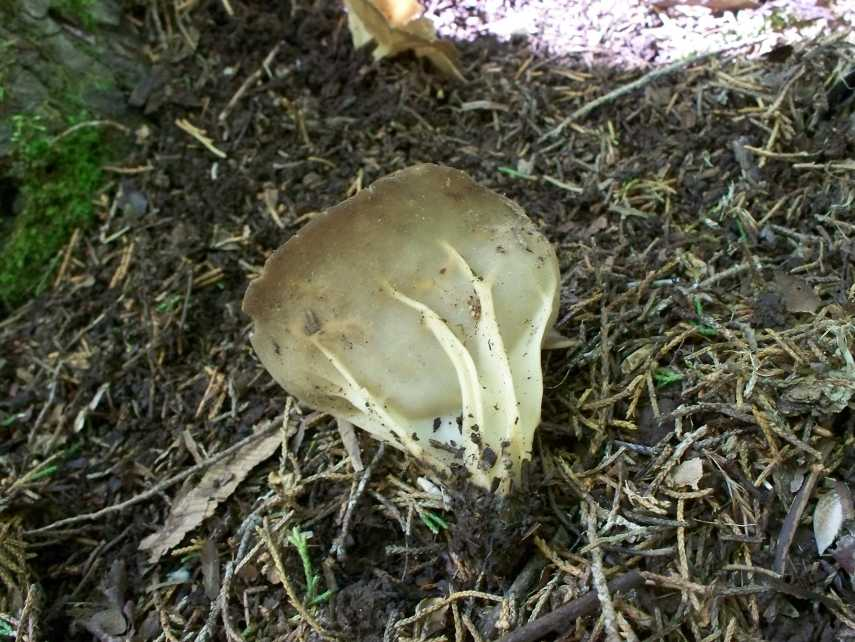
As nervuras proeminentes na superfície externa são características

A Helvella acetabulum tem um ascoma profundamente em forma de taça (tecnicamente um apotécio) que tem até 8 cm de diâmetro e 4 cm de profundidade. O estipe de cor creme tem normalmente de 1 a 6 cm de altura por 1 a 3 cm de espessura, com nervuras que se estendem quase até o topo do ascoma. A superfície externa é de cor creme em direção ao estipe e pode parecer sutilmente granulada perto da margem. A superfície interna portadora de esporos, o himênio, é acastanhada e possivelmente lisa ou ligeiramente ondulada. O odor e o sabor do cogumelo não são característicos.
Os esporos são lisos, elípticos, translúcidos (hialinos) e contêm uma única gota de óleo central; eles têm dimensões de 18-20 por 12-14 μm. As células portadoras de esporos, os ascos, têm 350-400 por 15-20 μm, e têm uma tampa apical que libera os esporos. As pontas dos ascos são não amiloides, portanto, não absorvem iodo quando coradas com o reagente de Melzer. As paráfises têm formato de taco e cor marrom-clara, com pontas de até 10 μm de espessura.

### Espécies semelhantes
A Helvella queletii tem forma e aparência mais ou menos semelhantes, mas as nervuras dessa espécie não se estendem para cima da margem, como a H. acetabulum. A H. griseoalba tem nervuras que se estendem até a metade das laterais do ascoma, mas a cor da taça é cinza claro a escuro, em vez de creme. As nervuras da H. solitaria e da Dissingia leucomelaena mal tocam o píleo. A H. costifera produz ascomas semelhantes, mas tem um himênio acinzentado a marrom-acinzentado; como a H. acetabulum, ela tem nervuras que se estendem até a maior parte da superfície externa do ascoma. As vezes, há formas intermediárias entre as duas espécies, o que dificulta a distinção entre elas. A H. robusta também é semelhante à H. acetabulum, mas tem um himênio de cor mais clara, um estipe robusto e a margem do ascoma é frequentemente dobrada sobre o estipe na maturidade. Em contraste, a H. acetabulum nunca tem a borda do ascoma dobrada sobre o estipe, e o estipe é "indistinto ou proeminente, mas nunca robusto". Outras espécies semelhantes incluem a H. leucomelaena e a Gyromitra perlata.

## Habitat e distribuição
Esse fungo é muito difundido na América do Norte e na Europa. Na América do Norte, a distribuição se estende ao norte até Alberta, Canadá. No México, foi coletado no Estado do México, Guanajuato, Guerrero e Tlaxcala. Também é encontrado em Israel, Jordânia, Turquia, Irã, China (Xinjiang) e Japão.
Os cogumelos crescem solitários, dispersos ou agrupados no solo em florestas de coníferas e decíduas, geralmente na primavera e no verão. Foi observada uma preferência pelo crescimento em associação com Quercus agrifolia nas populações californianas.

## Potencial de toxicidade
Embora a comestibilidade dos cogumelos seja frequentemente listada como "desconhecida", o consumo desse fungo não é recomendado, pois espécies semelhantes da família Helvellaceae contêm níveis variados de mono-metil hidrazina (MMH). Embora a MMH possa ser removida por fervura em uma área bem ventilada, o consumo de qualquer cogumelo que produza MMH não é aconselhável (como o G. esculenta). Roger Phillips lista a espécie como venenosa.

## Links externos
- Helvella acetabulum em Index Fungorum
- Imagens em Mushroom Observer